# Рында (бухта)
Рында — мелководная бухта Амурского залива в акватории Японского моря, у западного берега Русского острова (Приморский край, Россия).
Бухта Рында простирается в длину от северо-запада к юго-востоку примерно на 1,5 км и имеет ширину при входе около 0,6 км; расположена между мысом Кошелева на северо-востоке, и мысом Михайловского на юго-западе. Мыс Кошелева скалистый, обрывистый, окаймлен полосой надводных и подводных камней. Мыс Михайловского образован склоном холма высотой 67,3 м, находится в 4 кабельтовых от мыса Кошелева, берега также скалистые. Берега у входа в бухту высокие, по мере приближения к вершине бухты высота берегов уменьшается, берег становится низким, песчаным, имеется пляж. Глубины в бухте постепенно уменьшаются по направлению к ее берегам. Грунт дна бухты преимущественно илистый, встречается камень и песок.
На берегах бухты — туристическая база, пристани.